# Barra do Quaraí
Barra do Quaraí é um município brasileiro do estado do Rio Grande do Sul. Localiza-se a uma latitude 30º12'26" sul e a uma longitude 57º33'17" oeste, tornando-se o ponto e o município mais ocidental do estado do Rio Grande do Sul e de toda a Região Sul do Brasil e é um dos pontos extremos deste estado, como é o caso do município de Chuí ao sul. Tem uma altitude média de 35 metros acima do nível do mar. Sua população estimada em 2021 era de 4.238 habitantes segundo os dados do IBGE e da prefeitura da cidade. Está a 717 km da capital, Porto Alegre (sendo o município gaúcho mais distante da capital) e a 555 km do litoral, tomando como ponto de referência, a cidade de Colônia do Sacramento no Uruguai.
O município ocupa a área de confluência entre o Rio Uruguai e o Rio Quaraí, moldando o município a um formato de triângulo ou de península fluvial. Seu ponto mais ocidental localiza-se numa ilha a sudoeste desta confluência, disputada entre o Brasil e o Uruguai há mais de cem anos, sendo denominada como a Ilha Brasileira, já dentro das águas do Rio Uruguai.
Possui uma área de 1.055,5 km². É um município que conta com as águas do rio Uruguai através do qual tem fronteira fluvial com a Argentina, além de fronteira fluvial com o Uruguai através do rio Quaraí, onde há a ponte internacional que liga os dois países e possibilitou uma forte atividade comercial, devido ao câmbio favorável para a Fronteira. Esta atividade comercial foi prejudicada pela valorização do Real frente ao Peso uruguaio, e agora a economia do município baseia-se na atividade agropecuária.